# Eisenhammer an der Roth
Eisenhammer an der Roth (auch als Eisenhammer Eckersmühlen genannt, fränkisch: Eisnhama bzw. Undahama) ist ein Gemeindeteil der Kreisstadt Roth im Landkreis Roth (Mittelfranken, Bayern). Eisenhammer liegt in der Gemarkung Eckersmühlen. Die ehemalige Hammerschmiede ist heute ein Museumsgehöft, das die Kunst des Hammerschmiedens lebendig hält und an die Zeit der alten Schmiedefamilien erinnert.

## Geographische Lage
Der Weiler liegt in einem Wäldchen etwa 500 m nordwestlich des Ortsrandes von Eckersmühlen an der Roth. Ein Anliegerweg führt von der Staatsstraße 2220 dorthin.

## Geschichte
Bereits 1464 wurde hier eine Ölmühle des Deutschen Ordens urkundlich erwähnt, 1562 wurde sie unter Michael Peßmüller zum Zain- und Messinghammer umgebaut und dem Schutz des Markgrafen von Ansbach unterstellt. Seitdem hieß das Anwesen „Unterer Hammer“. Während des Dreißigjährigen Kriegs verfiel der Betrieb. Erst 1686 wurde sie vom markgräflichen Beamten Eyermann gekauft und in einen Eisenhammer umgebaut. Schon damals wurden dort landwirtschaftliche Werkzeuge und Geräte hergestellt. Das benötigte Eisenerz wurde anfangs aus der näheren Umgebung, später aus der Oberpfalz bezogen. Zudem wurden abgenutzte Gerätschaften und anderer Eisenschrott gesammelt und wiederverwertet.
In den ersten Jahrzehnten wechselten die Besitzer des Eisenhammers häufig, der Erfolg des Betriebes war gering. Mit Johann Michael Schäff I., der vom Hammer Kreutmühle beim Hesselberg stammte und 1775 durch Heirat in den Besitz des Gehöfts gelangte, begann der Aufstieg der Schmiededynastie Schäff, die rund 200 Jahre dauerte und erst mit der Betriebsaufgabe im Jahre 1974 endete. Mit den Schäffs begann auch die Blütezeit des Eisenhammers.
In den folgenden Dekaden festigten die Schäffs durch Ankäufe von Ackerland und Waldstücken sowie durch den Aufbau eines Sägewerks ihren Stand und bauten ihren Einfluss und Wohlstand aus. Auf Johann Michael Schäff I. folgte sein Sohn, Johann Michael Schäff II. Dessen ältester Sohn wiederum gründete in Kreidenzell eine weitere Linie von Schäff-Eisenhämmern neben denen beim Hesselberg und bei Eckersmühlen.
Gegen Ende des 18. Jahrhunderts gehörte Eisenhammer zur Realgemeinde Eckersmühlen. Es gab ein Anwesen. Das Hochgericht übte das brandenburg-ansbachische Oberamt Roth aus. Das Anwesen hatte das Kastenamt Roth als Grundherrn. Unter der preußischen Verwaltung (1792–1806) des Fürstentums Ansbach erhielt Eisenhammer die Hausnummern 46 bis 48 des Ortes Eckersmühlen.
Von 1797 bis 1808 unterstand der Ort dem Justiz- und Kammeramt Roth. Im Rahmen des Gemeindeedikts wurde Eisenhammer dem 1808 gebildeten Steuerdistrikt Eckersmühlen und der 1811 gegründeten Ruralgemeinde Eckersmühlen zugeordnet.
Zur Zeit der Industrialisierung in Deutschland ging der Besitz 1862 an Johann Michael Schäff III., in dessen Zeit die Hochphase des Eisenhammers fiel. Schäff III. nutzte von Anbeginn die neuen Errungenschaften. Er bewirkte den Bau einer Lokalbahn von Roth über Hilpoltstein nach Greding, was den Transport der im Hammer benötigten Rohstoffe sowie die Auslieferung der Produkte vereinfachte und erleichterte. Die Fertigstellung der Bahnstrecke 1887 belebte die Produktion des Eisenhammers. Allerdings wurden nun auch die Grenzen der Kapazität des Eisenhammers erkennbar: Er war gebunden an die nicht beliebig vermehrbare Wasserkraft und konnte daher nur mit sehr langen Arbeitszeiten die Aufträge fristgerecht erfüllen.
Im Jahr 1892 übernahm Johann Schäff IV. den Betrieb. In seiner Zeit wuchs die Konkurrenz durch die Industrie. So sah er sich 1909 zur Modernisierung gezwungen: Er ließ ein neues Wehr aus Beton bauen und das bisherige Wasserrad durch eine Turbine ersetzen, die mit 6 PS über eine Transmission nicht nur die Hämmer, sondern auch das Gebläse der Esse, eine Drehbank, eine Bohrmaschine sowie eine Futterschneidemaschine für die dazugehörende Landwirtschaft antrieb. Zusätzlich wurde eine Dynamomaschine zur Stromerzeugung betrieben.
Nachdem Johann Schäffs IV. Sohn Fritz Schäff bereits seit 1918 im Eisenhammer mitgearbeitet hatte, ging das Gehöft 1936 endgültig in seinen Besitz über. Bereits 1933 hatte der letzte Besitzer des Schäff-Hammers umfassende Modernisierungen in der Schmiedehalle durchführen lassen. Diese sorgten dafür, dass sich während der Kriegsproduktion die Auftragslage zunächst noch einmal verbesserte. Der strukturelle Wandel und die industrielle Massenproduktion führte zum Niedergang des Betriebes. Eisenhammer und Sägewerk erbrachten bis 1956, als Schäffs Ehefrau Käthe kinderlos starb, kaum noch den Lebensunterhalt, schließlich finanzierte sich Fritz Schäff sein Leben nur noch durch den Verkauf von Äckern und Wäldern.
Die gesamte Zeit über hielt er aber seine Anlage technisch in Schwung. Zu Beginn der 1980er-Jahre verkaufte Fritz Schäff, der sich mit der regionalen Geschichte und der Geschichte der 23 Schäff-Eisenhämmer beschäftigt hatte, sein Anwesen an den Landkreis Roth und die Stadt Roth. Das Gehöft wurde 1985 als Museum eröffnet und seitdem ständig erweitert.
Eisenhammer wurde am 1. Mai 1978 zusammen mit Eckersmühlen im Zuge der Gebietsreform in Bayern in die Stadt Roth eingegliedert.

### Baudenkmäler
- Haus Nr. 1: Wohnhaus[11]
- Haus Nr. 3: Werksgebäude[11]

### Einwohnerentwicklung
| Jahr      | 001818 | 001840 | 001861 | 001871 | 001885 | 001900 | 001925 | 001950 | 001961 | 001970 | 001987 |
| Einwohner | 5      | 14     | *      | 14     | 13     | 11     | 13     | 7      | 15     | 13     | *      |
| Häuser    | 3      | 3      |        |        | 1      | 1      | 2      | 1      | 4      |        | *      |
| Quelle    | [ 13 ] | [ 14 ] | [ 15 ] | [ 16 ] | [ 17 ] | [ 18 ] | [ 19 ] | [ 20 ] | [ 21 ] | [ 22 ] | [ 23 ] |

## Religion
Eisenhammer ist seit der Reformation evangelisch-lutherisch geprägt und in die Dreifaltigkeitskirche (Eckersmühlen) gepfarrt. Die Katholiken waren ursprünglich nach St. Johannes der Täufer (Hilpoltstein) gepfarrt, heute ist die Pfarrei Maria Aufnahme in den Himmel (Roth) zuständig.

## Museumseinheit
Das Museum besteht aus mehreren Einheiten: In der alten Schmiedehalle finden auf Anfrage und zu Feiertagen Schmiedevorführungen statt. Die Museumsbetreuer erhitzen wie in alten Zeiten ein Stück Eisen im Feuer der Esse und formen aus diesem unter den Schlägen der schweren wasserkraftbetriebenen Fallhämmer einen Vierkantnagel. Im 1699/1700 errichteten Herrenhaus ist die Original-Einrichtung des letzten Schmiedeherren Fritz Schäff erhalten. Die Dauerausstellung Vom Erz zum Eisen im ehemaligen Sägewerk erläutert den Weg vom Rohstoffabbau bis hin zu den fertigen Produkten. Das frühere Stallgebäude bietet Raum für Sonderausstellungen.